# بيتر ألان فيلدز
بيتر ألان فيلدز (بالإنجليزية: Peter Allan Fields)‏ هو كاتب سيناريو أمريكي، ولد في 12 مايو 1935، وتوفي في 19 يونيو 2019.

## وصلات خارجية
- بيتر ألان فيلدز على موقع IMDb (الإنجليزية)
- بيتر ألان فيلدز على موقع ألو سيني (الفرنسية)
- بيتر ألان فيلدز على موقع قاعدة بيانات الفيلم (الإنجليزية)
- بيتر ألان فيلدز على موقع كينوبويسك (الروسية)